# 埃斯塔夫莱斯
埃斯塔夫莱斯，是西班牙卡斯蒂利亚-拉曼恰瓜达拉哈拉省的一个市镇。总面积52平方公里，总人口45人（2001年），人口密度1人/平方公里。